# Anetol
L'anetol de nom IUPAC:(E)-1-Metoxi-4-(1-propenil)benzè, en anglès:Anethole, és un compost orgànic que es fa servir molt com saboritzant. És un derivat del fenilpropè, un tipus de compost aromàtic que es troba àmpliament a la natura en olis essencials. Contribueix molt al gust de l'anís (d'on en deriva el nom) i del fonoll (ambdós apiàcies), Syzygium anisatum (Myrtaceae), regalèssia (Fabaceae), i anís estrellat (Illiciaceae). El seu isòmer estragol n'està estretament relacionat el qual es troba en l'estragó (Asteraceae) i l'alfàbrega (Lamiaceae). És un líquid incolor, fraganti lleugerament volàtil. L'anetol és lleugerament soluble en aigua però ho és molt en l'etanol i aquesta diferència causa una opacitat característica en certs licors anisats quan es dilueixen en aigua cosa que es coneix amb el nom d'efecte Ouzo.

## Estructura i producció
L'anetol és un èter aromàtic insaturat relacionat amb els lignols. Existeix en ambdues formes cis-trans. L'isòmer més abundant i el preferit és el trans o E isòmer.
La seva poca solubilitat en aigua ha servit històricament per detectar adulteracions en les mostres.
La major part de l'anetol s'obté dels extractes similars a la terpentina dels arbres. No és en poca proporció s'obté dels olis essencials.
| Oli essencial  | Producció mundial                        | trans-anetol |
| -------------- | ---------------------------------------- | ------------ |
| Anís           | 8 tones (1999)                           | 95%          |
| Anís estrellat | 400 tones (1999), sobretot de la Xina    | 87%          |
| Fonoll         | 25 tones (1999), principalment d'Espanya | 70%          |

També es prepara ràpidament a partir de l'anisol i àcid propiònic via l'intermedi 4-metoxipropiofenona.

## Usos

### Saboritzant
És dolç, 13 vegades més dolç que la sacarosa. Es percep plaent al gust fins i tot en altes concentracions. Es fa servir en begudes alcohòliques com l'Anís, Ouzo i el Pernod. També es fa servir en productes d'higiene i alguns petits fruits.

### Precursor d'altres compostos
Com que l'anetol es metabolitza en diveros compostos químics aromàtics alguns bacteros s'usen per a la bioconversió comercial de l'anetol en altres productes més valuosos. Entre aquest bacteris es troben el JYR-1 (Pseudomonas putida) and TA13 (Arthrobacter aurescens).
L'anetol té potents propietats antimicrobianes contra bacteris, llevats i fongs. Té també propietats antibacterianes contra Salmonella enterica però no pas contra Salmonella via elmètode de fumigació. Les activitats antifúngiques inclouen contra Saccharomyces cerevisiae i Candida albicans;
S'estudia les seves propietats com insecticida 

### Precursor de drogues il·lícites
L'anetol és un barat producte químic precursor del parametoxiamfetamina (PMA),

## Seguretat
En grans quantitats l'anetol és lleugerament tòxic i pot actuar com un irritant.